# Lesley Langley
Lesley Langley (Weymouth, 1945) è una modella e attrice britannica, vincitrice del concorso di bellezza Miss Mondo 1965.

## Biografia
Ex Miss Regno Unito, Lesley Langley è stata incoronata quindicesima Miss Mondo, il 19 novembre 1965 presso il Lyceum Theatre di Londra, ricevendo la corona dalla Miss Mondo uscente, la britannica Ann Sydney. È stata la terza Miss Mondo britannica, dopo che l'anno prima il titolo era stato vinto dalla Sydeny, e nel 1961 da Rosemarie Frankland.
Durante l'anno di regno, la Langley incontrò e sposò il jazzista Alan Haven, dal quale ebbe una figlia Chloe. La coppia ha poi divorziato, e Lesley Langley ha lavorato presso uno studio medico.
Ha interpretato una piccola parte nel film Agente 007 - Missione Goldfinger.